# Wissels (stokerij)

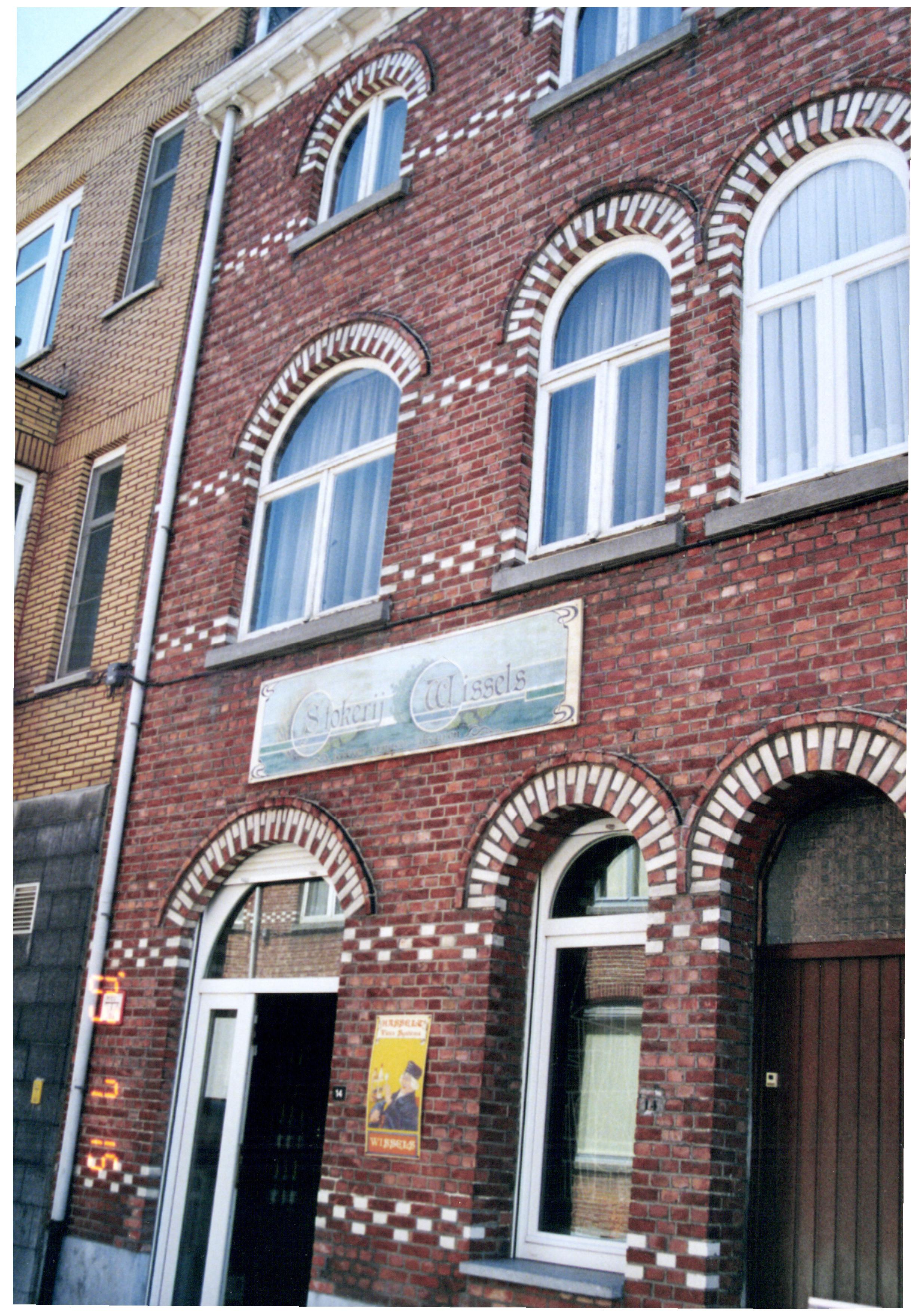
Buitenzijde van de Jeneverstokerij Wissels, foto anno 2003

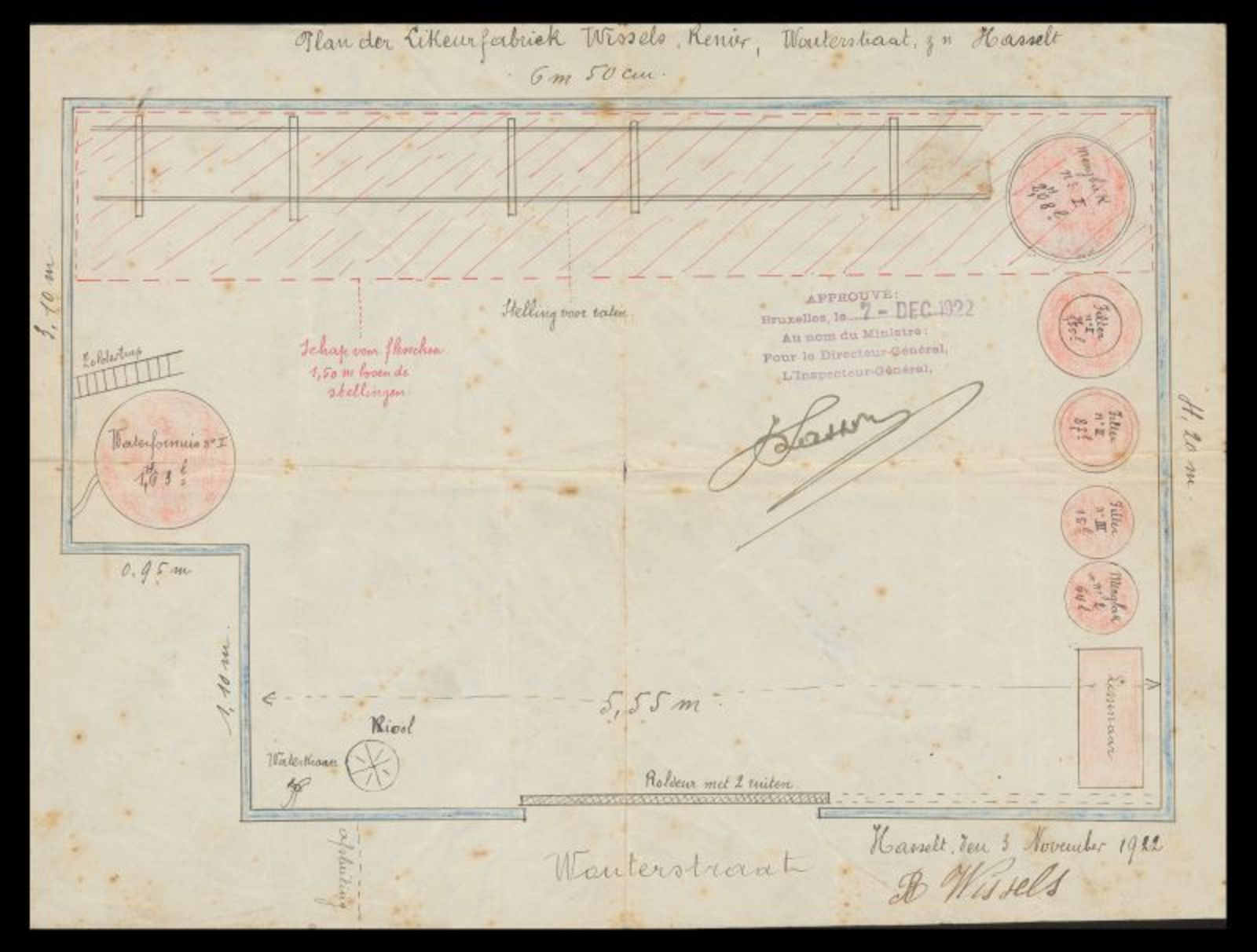
Grondplan van de likeurfabriek van Renier Wissels in de Wouterstraat in Hasselt (Runkst), opgemaakt 3 november 1922 en afgestempeld op 7 december 1922.

Stokerij Wissels was een jeneverstokerij in de Belgische stad Hasselt, de Belgische jeneverstad. Het was een van de weinige nog resterende kleinschalige jeneverstokerijen in de stad. In 2017 werd de stokerij failliet verklaard.

## Geschiedenis
Toen Renier Wissels in 1920 zijn stokerijvergunning op zak mocht steken, was hij zelf al jaren in het vak. Aanvankelijk werkte hij bij Villers, later bij Fryns, waar hij door de Nederlandse meesterstoker Becker werd opgeleid. Hij startte in 1920 met een proeflokaal in de Runkstersteenweg 39 en met likeurfabriek “De Passerel” in de Normandiëstraat 12. In 1922 kreeg hij goedkeuring van het “plan der Likeurfabriek Wissels Renier, Wouterstraat z.n.”. In 1926 volgde een uitbreiding met een tweede magazijn in de Normandiëstraat en in 1935 wordt een kantoor bijgebouwd. Buiten de plaatselijk klanten vond Wissels ook afzet in Mechelen. 
Tijdens de Tweede Wereldoorlog wordt de bedrijvigheid stopgezet en overlijdt Renier. In 1945 starten zijn zonen Paul en Lucien de likeurfabriek terug op en al gauw zet Lucien de zaak alleen verder. 
In 1952 verbouwt hij het pand hoek Runkstersteenweg/Normandiëstraat en richt er een likeurwinkel in. In 1973 overlijdt Lucien en in 1975 brengt weduwe Mia Geskens het proeflokaal naar hun woonhuis aan de Runkstersteenweg 14.
Hun zoon Roland Wissels neemt het roer over. In 1988 koopt hij stooktoestellen uit 1948 van stokerij Radermacher in Raeren. Dit is de laatste van dergelijke soort die door de Belgische firma D'Hondt op de markt werd gebracht en precies zo'n type dat in de 19de eeuw door Hasseltse jeneverstokers werd gebruikt. In 1990 verbouwt Roland de productieloods aan de Normandiëstraat tot stokerij met een stookinstallatie en richt de bvba Stokerij Wissels op met zijn echtgenote, zijn zus en haar echtgenoot. In 1992 volgt de opening en in 1993 lanceren ze  de witloofjenever ‘Trou-Chicon’ en de appelbrandewijn ‘Pommeau’.De productie is ambachtelijk en met zo'n duizend liter per maand kleinschalig. Er wordt met een systeem van open gisting gewerkt waardoor ze maar zes maanden per jaar kunnen stoken.
In 1995 worden de likeurfabriek en de stokerij gefusioneerd tot één bvba. 
Als kunsthistoricus van opleiding was Roland meer geïnteresseerd in de geschiedenis van de (Hasseltse) jenever; hij lag zo mee aan de basis van het Jenevermuseum, waar hij de eerste conservator was. Er ging dan niet meer genoeg aandacht naar de commerciële aspecten van zijn eigen stokerij, en het familiebedrijf in de Normandiëstraat, in de volkswijk Runkst ging failliet in 2004. 
Koen De Jans, toen de jongste jeneverstoker van het land, kocht het bedrijfje in 2005. Hij nam eerder al stokerij De Valk in Waregem over. De kunst van het distilleren had hij geleerd van Roland Wissels, de vorige eigenaar. De naam van de stokerij alsook de traditionele recepten en de kleinschalige productie bleven behouden, zelfs de distillatieketels bleven in bedrijf. Het hele proces verliep in eigen huis, "van korrel tot borrel". Het was op dat moment de enige particuliere jeneverstoker in de Hasseltse binnenstad. In 2006 kreeg Koen De Jans de Vlaamse Cultuurprijs in de categorie Smaakcultuur. In 2019 sloot Wissels definitief zijn deuren door een faling.
De installatie en naam werden overgenomen door Michel Fryns van de vroegere Hasseltse stokerijfamilie Fryns. . De installatie verhuisde van Runkst naar industrieterrein Ekkelgaarden, waar eerst gestookt wordt onder de naam Wissels Distillery. In 2018 werd de naam vervangen door Fryns Distillery.

## Producten
Onder de naam Wissels werden onder meer geproduceerd:
- Graanjenevers: Belegen Graanjenever 38%, Vieux Système 35%, Hasseltse Stadsjenever 30%, "Tutske",...
- Jenevers met verse vruchtensappen: Citroen, Roze Pompelmoes, Woudvruchten, Cactus, Bessen, Krieken, Bloedappelsien, Appel,...
- Roomjenevers: Chocolade, Vanille, Hazelnoot, Bounty, Speculaas,...
- Hasseltse Koffie
- Advokaat

In 2010 viel stokerij Wissels in de prijzen op het Concours Mondial de Bruxelles in Palermo dat de beste wijnen en gedistilleerde dranken bekroond. Het won 4 medailles met zijn jenevers.

## Galerij

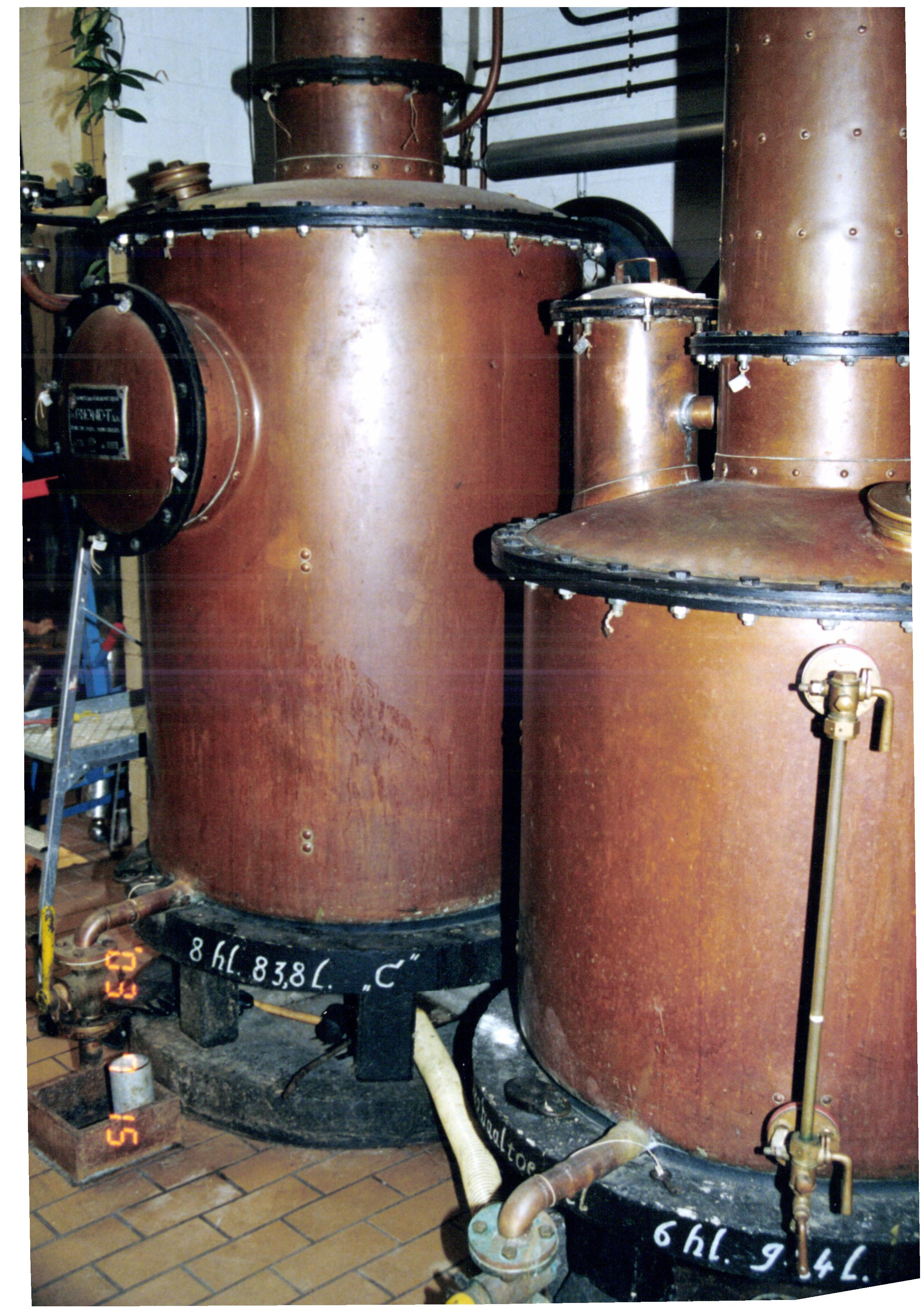
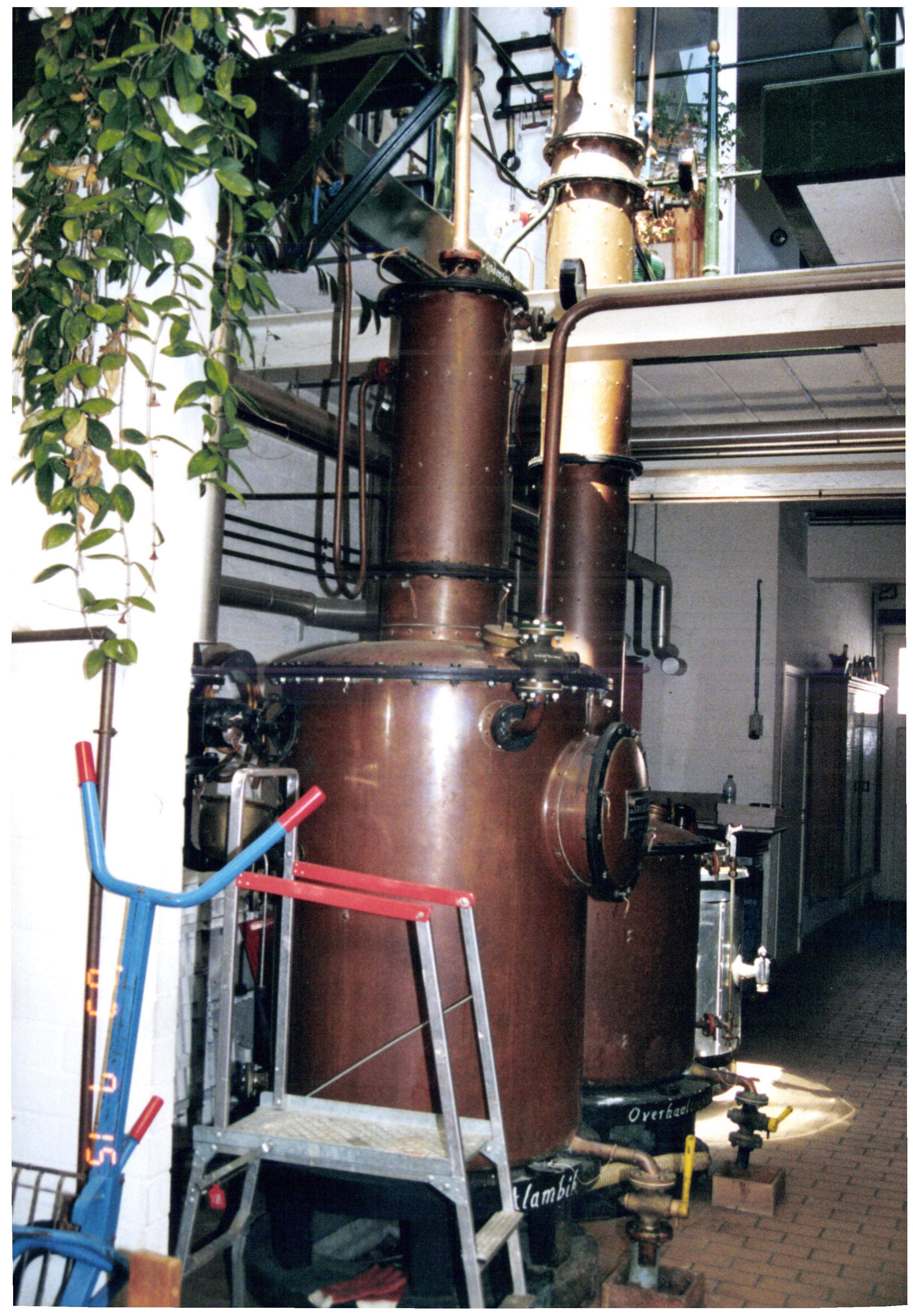
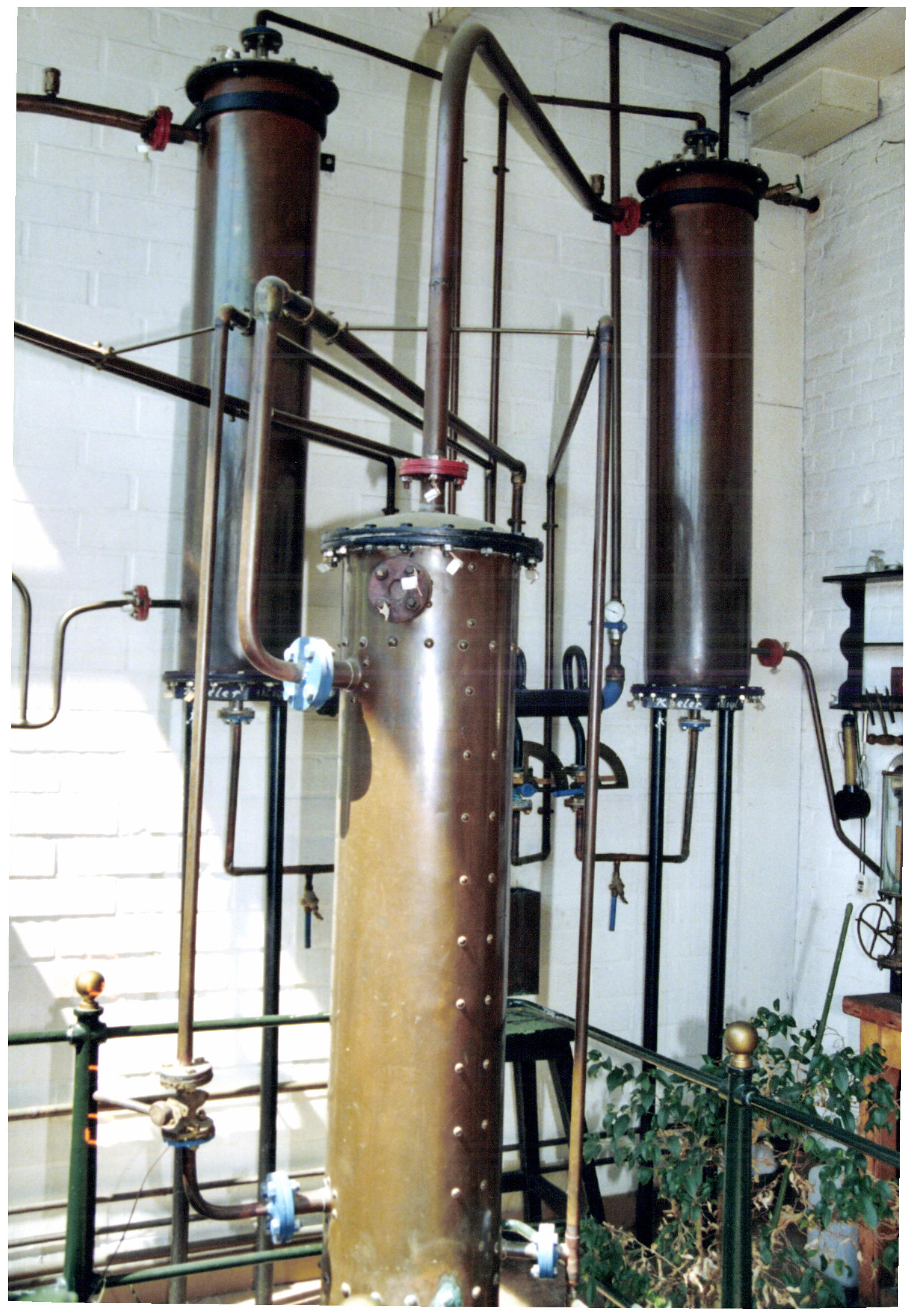